# Bahnhof Lauenburg (Elbe)
Der Bahnhof Lauenburg (Elbe) ist eine Betriebsstelle in der Stadt Lauenburg/Elbe. Er liegt an der Bahnstrecke Lübeck–Lüneburg.

## Lage

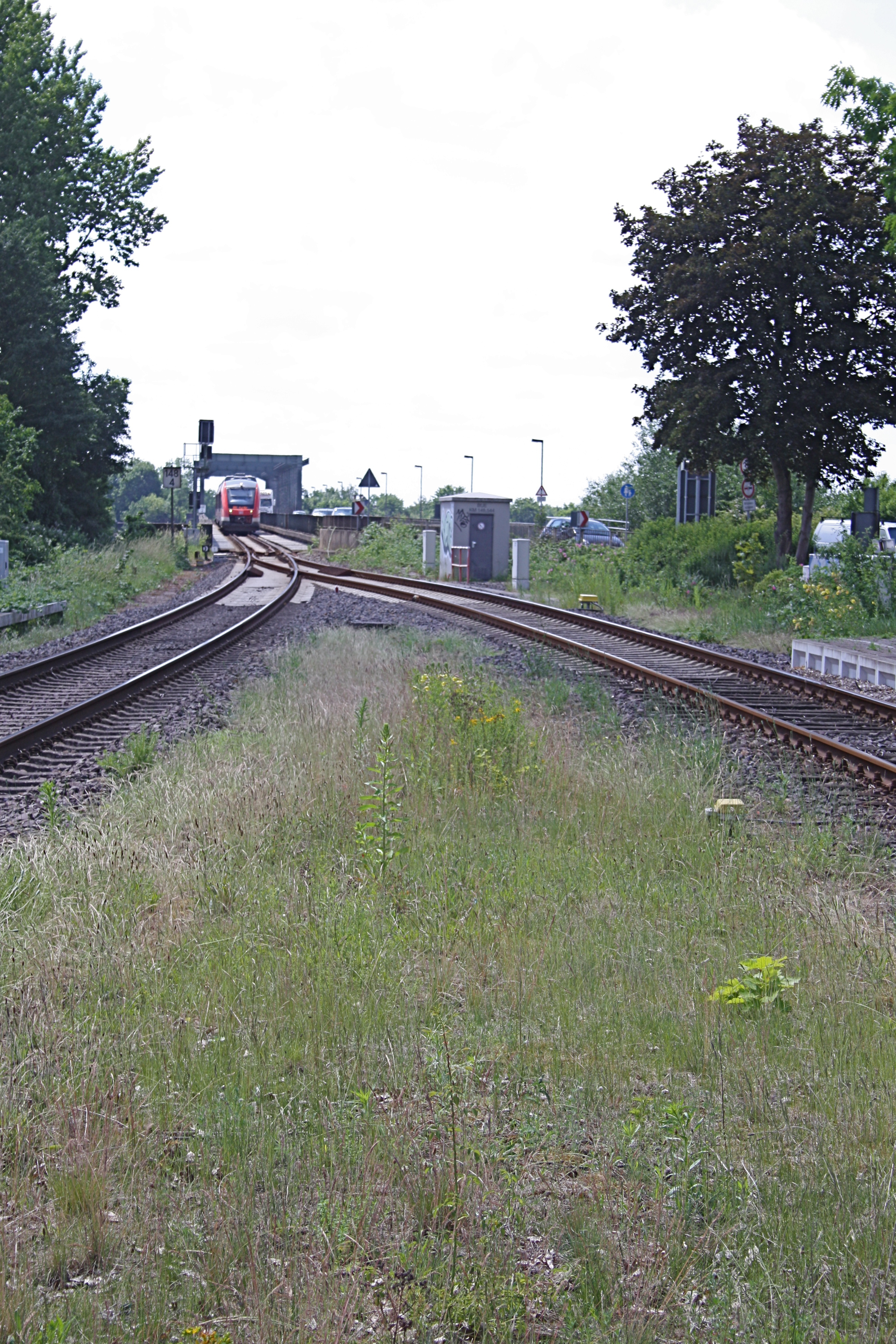
Westlicher Bahnhofskopf mit einfahrendem Zug auf der Elbbrücke

Der Bahnhof Lauenburg liegt südöstlich der Stadt Lauenburg. Nordwestlich des Bahnhofs mündet der Elbe-Lübeck-Kanal in die Elbe; südwestlich befindet sich die Elbbrücke Lauenburg, eine kombinierte Eisenbahn- und Straßenbrücke, auf der die Strecke nach Lüneburg zusammen mit der Bundesstraße 209 die Elbe quert. In direkter Nachbarschaft des Bahnhofs liegt das Landschaftsschutzgebiet Lauenburger Elbvorland.
Östlich des Bahnhofs befindet sich das Industriegebiet der Stadt. Früher gab es ein Anschlussgleis vom Bahnhof zu den Anlagen der örtlichen Raiffeisen-Genossenschaft, die den Industrieanschluss erleichterte.

## Eisenbahnentwicklung in Lauenburg
Die Eisenbahnstrecke Hamburg-Bergedorf, die 1842 eröffnet wurde, wurde bis 1846 nach Berlin verlängert. Diese Strecke führt durch das Herzogtum Lauenburg und passiert dabei die Bahnhöfe Reinbek, Aumühle, Friedrichsruh, Schwarzenbek und Büchen.
1851 wurde die Strecke Büchen–Lauenburg der Berlin-Hamburger Eisenbahn-Aktiengesellschaft ebenso wie die Strecke Lübeck–Büchen der Lübeck-Büchener Eisenbahn fertiggestellt, die über Bahnhöfe in Lauenburg, Dalldorf und Büchen verfügte. Bei Büchen kreuzt diese Strecke die Berlin-Hamburger Bahn, was Büchen zu einem wichtigen Knotenpunkt macht.
1864 wurde der Eisenbahntrajektverkehr von Lauenburg nach Hohnstorf am südlichen Ufer der Elbe aufgenommen (→ Trajekt Lauenburg–Hohnstorf), dies war bis zum Bau der Elbbrücken in Hamburg 1872 eine wichtige Eisenbahnverbindung zwischen Schleswig-Holstein und dem Königreich bzw. der Provinz Hannover. Nach dem Bau der Elbbrücke wurde das Trajekt 1878 eingestellt, was eine Verlegung des Bahnhofs in südöstlicher Richtung zur Folge hatte.
2010 brannte das Stellwerk im Bahnhofsgebäude aus. 2011 wurde ein neuer barrierefreier Mittelbahnsteig mit 76 cm Höhe gebaut, der alte Hausbahnsteig ist nicht mehr benutzbar.

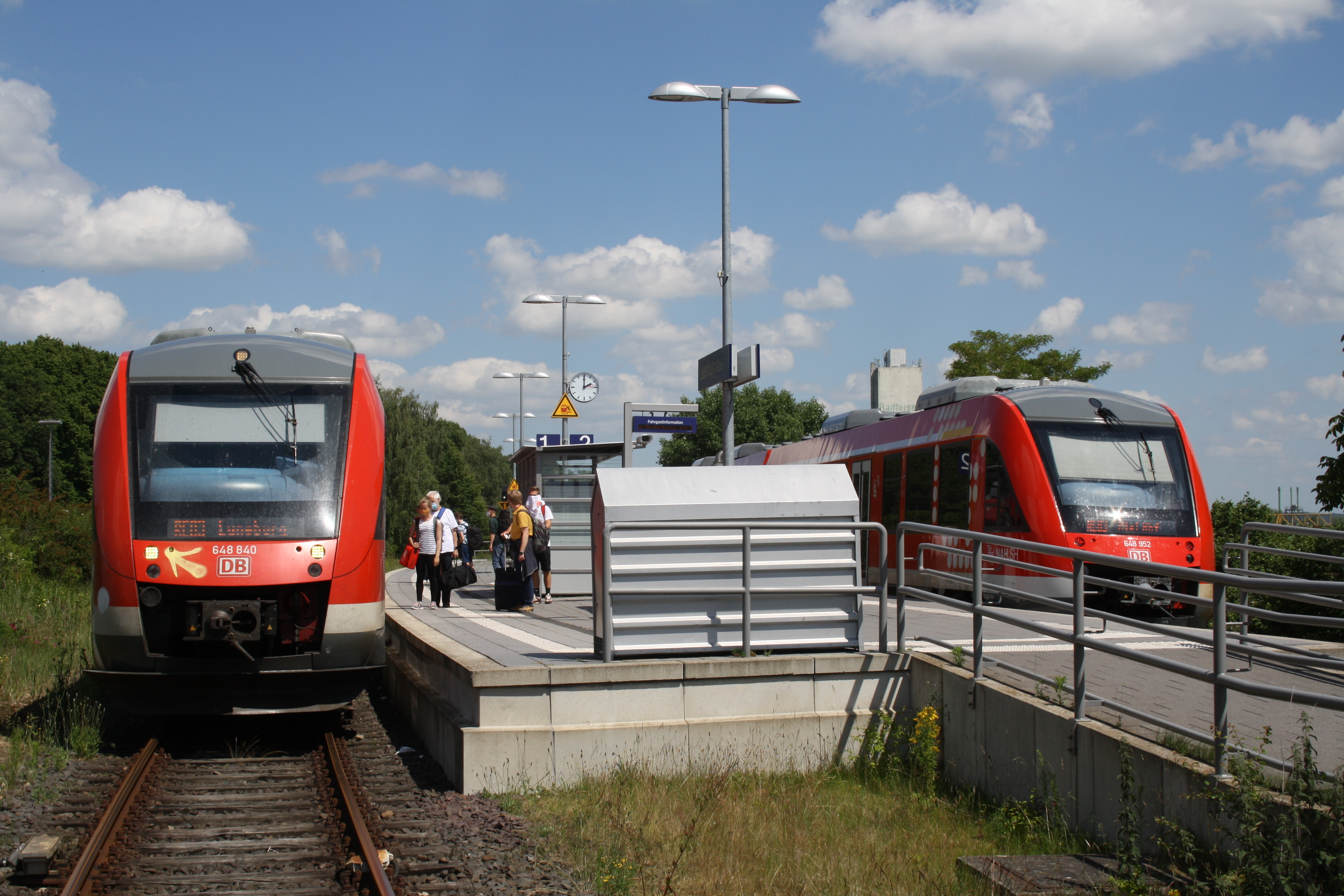
Zugkreuzung am Mittelbahnsteig
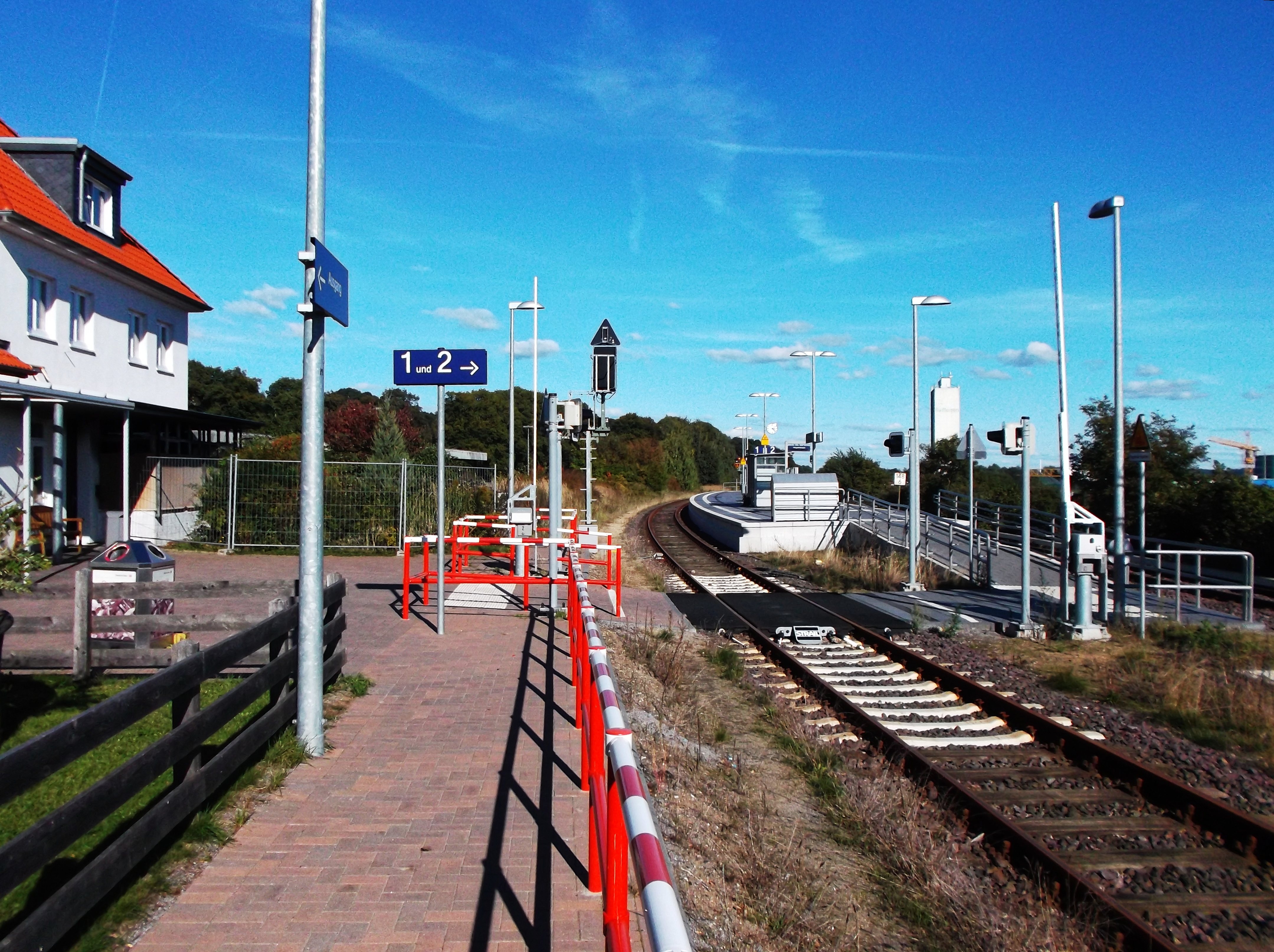
Zugang zum Mittelbahnsteig
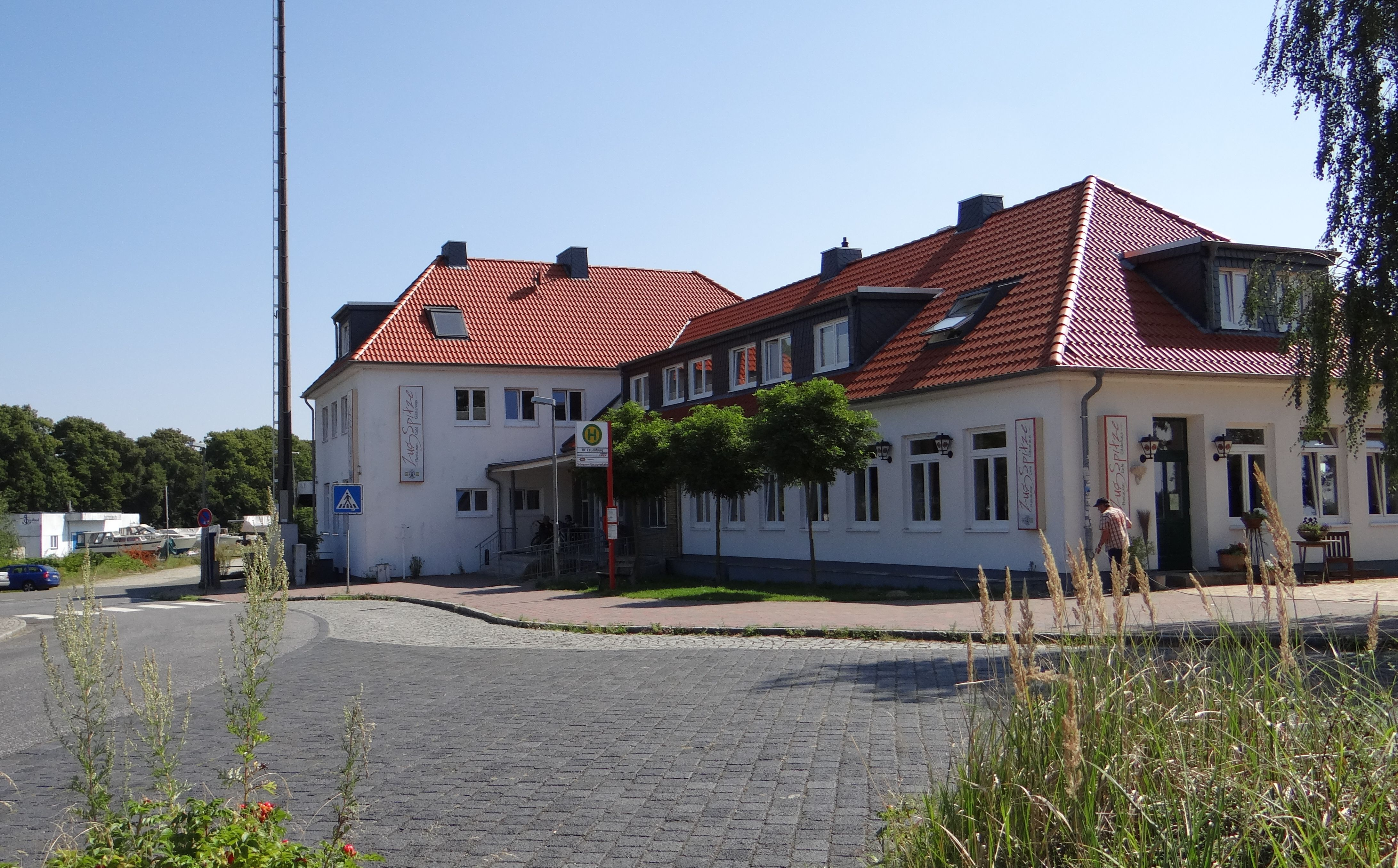
Empfangsgebäude im aktuellen Zustand

## Verkehrsangebot

### Regionalverkehr
| Linie | Zuglauf | Takt                                                                     | Kursbuchstrecke                      | Eisenbahnverkehrsunternehmen | Fahrzeugmaterial       |
| ----- | --- | ------------------------------------------------------------------------ | ------------------------------------ | ---------------------------- | ---------------------- |
| RE 83 | Kiel Hauptbahnhof – Raisdorf – Preetz – Ascheberg (Holst) – Plön – Bad Malente-Gremsmühlen – Eutin – Bad Schwartau – Lübeck Hauptbahnhof – Lübeck-Hochschulstadtteil – Lübeck Flughafen – Ratzeburg – Mölln – Büchen – Lauenburg (Elbe) – Echem – Lüneburg | Annähernder Stundentakt (Takt alle 45 min/75 min.) / ab Büchen stündlich | 145: Kiel–Lübeck und Lübeck–Lüneburg | erixx Holstein               | 2 × Stadler FLIRT Akku |
|       | Stand: Mai 2024 |                                                                          |                                      |                              |                        |

### Busverkehr
Der Busverkehr am Bahnhof Lauenburg (Elbe) wird vom Anbieter vhh.mobility durchgeführt.
| Linien | Linienverlauf                             |
| ------ | ----------------------------------------- |
| 138    | Bf. Lauenburg – Schleuse – Lauenburg, ZOB |
| 338    | Bf. Lauenburg – Altstadt – Lauenburg, ZOB |

## Tarif
Der Kreis Herzogtum Lauenburg ist seit Dezember 2002 Teil des Hamburger Verkehrsverbundes (HVV).